# چشمه سیدیعقوب
 چشمه سیدیعقوب، روستایی است از توابع بخش گهواره و در شهرستان دالاهو استان کرمانشاه ایران.

## جمعیت
این روستا در دهستان گورانی قرار داشته و بر اساس سرشماری سال ۱۳۸۵ جمعیت آن (۶خانوار) ۳۳نفر
بوده است.